# Meister von 1515
Als Meister von 1515 (italienisch Maestro del 1515) wird ein Kupferstecher und Zeichner bezeichnet, der Anfang des 16. Jahrhunderts wohl in Italien tätig war. Der namentlich nicht bekannte Künstler erhielt seinen Notnamen nach der auf einer seiner Radierungen angegebenen Jahreszahl 1515. Wegen der von ihm verwendeten Kaltnadel-Techniken auf Kupfer wird als sein Herkunftsland manchmal Deutschland vermutet, da diese Technik im Norden Deutschlands um 1500 entstanden sein kann und er sie dort kennenlernte.

## Werk und Technik
Durch Stilvergleiche werden dem Meister von 1515 um seine datierte Darstellung der Kleopatra weitere ca. 40 Werke zugeordnet. Durch eng beieinander liegende Linien kreierte er gekonnte Schattierungen und nutzte auch Effekte der Druckfarbe, um mit weichen Linien diese schattenartigen Effekte weiter zu betonen. Als Motive wählte er zumeist klassische Architektur, Allegorien und Mythen.

## Einfluss
Der Meister von 1515 steht stilistisch zwischen der Richtung Andrea Mantegnas und einer Mailänder Schule, beeinflusst vom Werk Leonardo da Vincis. Auch die vom Meister von 1515 genutzten  Schatteneffekte waren von Mantegna verbreitet worden. Eventuell war der Meister weiter durch die Illustrationen im Druckwerk Hypnerotomachia Poliphili von 1499 beeinflusst. Auch Elemente der von Albrecht Dürer in seinen Kupferstichen verwendeten Motive und Techniken sollen erkennbar sein.